# Pearl y Hermes
El atolón Pearl y Hermes (en hawaiano Holoikauaua, en inglés Pearl and Hermes Atoll) forma parte de las islas de Sotavento de Hawái. Sus coordenadas son: 27°48′N 175°51′O / 27.800, -175.850.
El atolón está muy erosionado y medio sumergido. Consta de unos islotes de arena a ras del agua sobre los arrecifes de coral: North, Little North, Southeast, Bird, Sand, Grass, Seal, Kittery. Los islotes son tan bajos que ocasionalmente el agua los cubre. La superficie total es de 0,36 km². Prácticamente no hay vegetación.
El atolón fue descubierto en 1822, cuando dos balleneros ingleses, el Pearl y el Hermes, naufragaron durante una tormenta. Las dos tripulaciones consiguieron construir un barco nuevo con los restos de los dos balleneros y volvieron a Honolulú. Haciendo honor al nombre de pearl (perla), en 1927 el capitán William Greig Anderson, mientras estaba pescando atunes, descubrió ostras perleras en la laguna. Se explotó este recurso hasta hace poco años, cuando el gobierno hawaiano declaró el atolón como reserva natural para la protección de aves.